# Computer Aided Selling
Computer Aided Selling (CAS) bezeichnet den Vertrieb von Waren mit der Hilfe von Informationstechnologien. Ziel ist eine verbesserte Koordination und Integration von Verkaufsinnen und -außendiensten. Hierbei können mobile Computer, die zur Datenfernübertragung genutzt werden, verwendet werden. Die Kernfunktionen eines CAS-Systems sind eine Außendienstuntersützung und -Steuerung, die Bereitstellung eines Informations- und Abwicklungssystems, sowie die Administration, Koordinaten und Kommunikation mit diesen Daten.

## Aufgaben und Elemente eines CAS-Systems
Aufgaben eines Computer Aided Selling Systems können sein:
- Unterstützung der Aufgaben im Verkauf von Waren
- Hilfe bei der Informationsbereitstellung für Verkaufsaußendienstmitarbeiter
- Übermittlung von Bestellinformationen sowie deren Aufbereitung
- Steuerung der Verkaufsaußendienstmitarbeiter
- Terminplanung
- Verwaltung und Analyse der Mitarbeiter, Geschäftspartner und Artikel
- Tätigkeits- und Ergebniskontrolle
- Durchführen von dezentralen Schulung von Verkaufsaußendienstmitarbeitern
- Vorbereitung von Kundenbesuchen
- Unterstützung von Verkaufsgesprächen
- Nachbereitung von Kundenbesuchen